# 麦鉄杖
麦 鉄杖（ばく てつじょう、生年不詳 - 612年）は、中国の隋の軍人。本貫は始興郡。

## 経歴
若い頃から勇敢で膂力にすぐれ、日に500里を行くことができ、走れば奔馬のようであった。性格はおおざっぱで酒を嗜み、交遊を好み、信義を重んじて、家業をおさめなかった。陳の太建年間、人々と結んで叛乱を起こし、広州刺史の欧陽頠に捕らえられた。官戸に落とされ、皇帝の御傘を取る役目をつとめた。毎日朝廷のつとめが終わった後、100里あまりを行って、夜中に南徐州に入り、城壁を越えて、灯りのついたところで強盗を働いた。翌朝帰ってくると、また傘を取る役目をつとめた。このようなことが十数度あり、南徐州はそのことを上奏した。朝士たちは鉄杖が毎朝宮廷にいるところを見ていたので、これを信じなかった。後に数度告発があったので、尚書の蔡徴が「これは試してみるべきだ」と言って、百金を報酬として詔書を南徐州刺史に届ける人間を募った。鉄杖が応募して出ると、詔書を受け取って向かい、翌朝には帰ってきて上奏した。皇帝は「盗みをしたのは明らかだ」と言った。かれの勇気と敏捷さを惜しんで、戒告のうえで許した。
陳の滅亡後、清流県に移住した。江南で隋に対する叛乱が起こると、楊素は鉄杖の頭に草の束を乗せて派遣した。鉄杖は夜に長江を渡り、叛乱軍の様子をうかがって、つぶさに情報を持ち帰った。後にまた偵察に出て、叛乱軍に捕らえられた。叛乱軍の将の李稜が鉄杖の身体を縛らせ、兵30人をつけて高智慧のもとに護送しようとした。庱亭にいたって、護送の兵が休憩して食事をしていたとき、鉄杖は手の拘束を解いて食事をさせてくれるよう頼んだ。鉄杖は手が自由になると刀を奪い、護送の兵たちを斬って皆殺しにし、その鼻を削って持ち帰った。後の叙勲において、論功行賞が鉄杖の身に及ばなかった。鉄杖は楊素が長安に帰るのに歩いて追いすがり、夜ごとに同宿した。楊素はそれを見て気づき、特別に上奏して儀同三司の位を授けた。鉄杖は書を知らなかったため、官につけず郷里に帰された。成陽公李徹が鉄杖の勇武を称揚したため、596年に鉄杖は長安に召し出されて、車騎将軍に任ぜられた。楊素の下で北は突厥を討ち、上開府の位を加えられた。
604年、煬帝が即位し、漢王楊諒が并州で乱を起こすと、鉄杖は楊素の下で乱を討ち、戦うたびに先頭に立った。位は柱国に進んだ。まもなく萊州刺史に任ぜられたが、治績を挙げられなかった。後に汝南郡太守に転じ、しだいに法令を覚えて、治安を回復させた。後に朝議で集ったとき、竇威が「麦とはどんな姓だ？」と嘲ると、鉄杖は「麦や豆は特別なものではない。そんなに怪しむことはない」と答えた。まもなく右屯衛大将軍に任ぜられた。
612年、第一次高句麗遠征において、鉄杖は先鋒をつとめたいと願い出た。武賁郎将の銭士雄や孟金叉らとともに奮戦して戦死した。煬帝は鉄杖の遺体をあがない、涙を流してその死を惜しんだ。光禄大夫の位を追贈され、宿国公に追封された。諡は武烈といった。
子の麦孟才が後を嗣いだ。

## 子女
- 麦孟才（字は智稜。武賁郎将となり、宇文化及の乱のときに沈光とともに殺害された。）
- 麦仲才
- 麦季才

## 伝記資料
- 『隋書』巻64 列伝第29
- 『北史』巻78 列伝第66